# Sarah Bolger
Sarah Bolger est une actrice irlandaise née le 28 février 1991 à Dublin.

## Biographie
Sarah Bolger, née à Dublin en Irlande, est la fille de Monica et Derek Bolger ; sa jeune sœur Emma est également actrice. Elle est catholique pratiquante. Dans sa jeunesse, Bolger a suivi des cours au Young People’s Theatre School à Dublin et est allée au lycée Loreto High School à Rathfarnham entre 2003 et 2009.

## Carrière
Sarah Bolger commence sa carrière au cinéma en 1999, dans le film irlandais A Love Divided. 5 ans plus tard, elle joue dans le film de Jim Sheridan. Puis elle débute sur le petit écran avec la série irlandaise The Clinic.
En 2006, elle joue aux côtés d'Alex Pettyfer, Ewan McGregor, Bill Nighy, ou encore Robbie Coltrane dans Alex Rider : Stormbreaker.
En 2008, elle incarne Mallory Grace et partage l'affiche du film Les Chroniques de Spiderwick avec Freddie Highmore. Puis elle obtient le rôle de la reine Mary Tudor dans la série télévisée Les Tudors avec Jonathan Rhys-Meyer, Henry Cavill, ou encore Natalie Dormer.
Entre 2012 et 2015, elle incarne la Princesse Aurore dans la série Once Upon a Time. Elle joue également dans le film d'horreur Lazarus Effect avec Olivia Wilde et Evan Peters (entre autres). Toujours en 2015, elle intègre le casting de Into the Badlands.
L'année suivante, elle joue dans plusieurs épisodes d'Agent Carter et les films Emelie et Outlaw.
Depuis 2018 elle est à l'affiche de la série Mayans M.C. Elle joue en parallèle dans Counterpart.
En 2019, elle est à l'affiche de deux films : End of Sentence avec John Hawkes, Logan Lerman et Ólafur Darri Ólafsson, ainsi que A Good Woman Is Hard to Find.

## Filmographie

### Cinéma

#### Longs métrages
- 1999 : A Love Divided de Syd Macartney : Eileen Cloney
- 2004 : In America de Jim Sheridan : Christy
- 2005 : Tara Road de Gillies MacKinnon : Annie
- 2006 : Alex Rider : Stormbreaker (Stormbreaker) de Geoffrey Sax : Sabina Pleasure
- 2008 : Les Chroniques de Spiderwick (The Spiderwick Chronicles) de Mark Waters : Mallory Grace
- 2009 : Justice/Vengeance (Iron Cross) de Joshua Newton : Kashka
- 2011 : The Moth Diaries de Mary Harron : Rebecca
- 2013 : La Colline aux coquelicots (Kokuriko-zaka kara) de Gorô Miyazaki : Umi Matsuzaki (voix anglaise)
- 2013 : Crush de Malik Bader : Jules
- 2013 : As Cool as I Am de Max Mayer : Lucy Diamond
- 2014 : Kiss Me de Jeff Probst : Zoe
- 2015 : Lazarus Effect (The Lazarus Effect) de David Gelb : Eva
- 2015 : My All American d'Angelo Pizzo : Linda
- 2016 : Emelie de Michael Thelin : Emelie
- 2016 : Outlaw de Tyler Shields : Michelle
- 2017 : Halal Daddy de Conor McDermottroe : Maeve Logan
- 2019 : A Good Woman d'Abner Pastoll : Sarah
- 2019 : End of Sentence d'Elfar Adalsteins : Jewel

#### Courts métrages
- 2005 : Premonition de Renata Adamidov : Azura
- 2016 : In the Shadows of the Rainbow de Blaise Godbe Lipman
- 2018 : Perfect-Lover.com 2036 de Yi-chi Lien : Anna

### Télévision

#### Séries télévisées
- 2004 : The Clinic : Janey Quinn / Janie Quinn
- 2006 : Stardust : Lorraine Keegan
- 2008 - 2010 : Les Tudors (The Tudors) : Lady Mary Tudor
- 2012 - 2015 : Once Upon a Time : princesse Aurore / La Belle au bois dormant
- 2014 : Mixology : Janey (1 épisode)
- 2015 - 2017 : Into the Badlands : Jade
- 2016 : Agent Carter : Violet
- 2018 - 2019 : Counterpart : Anna Burton Silk
- 2018 - 2023 : Mayans M.C. : Emily
- 2024 : Rematch : Helen Brock

#### Téléfilms
- 1999 : Un amour secret (A Secret Affair) de Bobby Roth : Helena Fitzgerald
- 2011 : Locke & Key de Mark Romanek : Kinsey Locke
- 2013 : Gilded Lilys de Brian Kirk : Violet Langton Lily

## Voix françaises
| - Jessica Monceau dans : - Les Tudors (série télévisée) - Once Upon a Time (série télévisée) - Lazarus Effect - Agent Carter (série télévisée) | Et aussi - Léopoldine Serre dans Les Chroniques de Spiderwick - Caroline Mozzone dans Into the Badlands (série télévisée) - Audrey Devos (Belgique) dans Counterpart (série télévisée) - Lydia Cherton dans Mayans M.C. (série télévisée) |

## Distinctions

### Récompenses
- 2009 : Shooting Star au Festival de Berlin
- 2010 : Irish Film and Television Award de la Meilleure actrice dans un rôle secondaire pour Les Tudors

Source : « Sarah Bolger » ((en) récompenses), sur l'Internet Movie Database

### Nominations
- 2003 : WAFCA Award de la meilleure actrice dans un second rôle pour In America
- 2004 : Screen Actors Guild Award de la meilleure distribution pour In America
- 2004 : PFCS Award du meilleur espoir devant la caméra pour In America
- 2004 : Satellite Award de la meilleure actrice dans un second rôle pour In America
- 2004 : Independent Spirit Award de la meilleure actrice dans un second rôle pour In America
- 2004 : CFCA Award de l’actrice la plus prometteuse pour In America
- 2004 : BFCA Award du meilleur espoir pour In America
- 2009 : Irish Film and Television Award de la meilleure actrice dans un rôle secondaire pour Les Chroniques de Spiderwick
- 2009 : Irish Film and Television Award du Meilleur espoir
- 2011 : Irish Film and Television Award de la meilleure actrice dans un rôle secondaire pour Les Tudors

## Autres activités
En janvier 2011, Sarah Bolger a été sélectionnée pour le projet du photographe Kevin Abosch intitulé « The Face of Ireland » (Le visage de l’Irlande) aux côtés d’autres personnalités irlandaises, parmi lesquelles Sinéad O'Connor, Neil Jordan et Pierce Brosnan.